# Blèves
Blèves és un municipi francès situat al departament del Sarthe i a la regió de País del Loira. L'any 2007 tenia 103 habitants.

## Demografia

### Població
El 2007 la població de fet de Blèves era de 103 persones. Hi havia 50 famílies de les quals 21 eren unipersonals (8 homes vivint sols i 13 dones vivint soles), 17 parelles sense fills, 8 parelles amb fills i 4 famílies monoparentals amb fills.
La població ha evolucionat segons el següent gràfic:
Habitants censats

### Habitatges
El 2007 hi havia 70 habitatges, 52 eren l'habitatge principal de la família, 13 eren segones residències i 4 estaven desocupats. 68 eren cases i 1 era un apartament. Dels 52 habitatges principals, 41 estaven ocupats pels seus propietaris i 12 estaven llogats i ocupats pels llogaters; 2 tenien una cambra, 3 en tenien dues, 4 en tenien tres, 18 en tenien quatre i 25 en tenien cinc o més. 32 habitatges disposaven pel capbaix d'una plaça de pàrquing. A 27 habitatges hi havia un automòbil i a 18 n'hi havia dos o més.

### Piràmide de població
La piràmide de població per edats i sexe el 2009 era:
| Homes | Edats   | Dones |
| ----- | ------- | ----- |
| 0     | 95 o +  | 0     |
| 0     | 90 a 94 | 0     |
| 0     | 85 a 89 | 8     |
| 0     | 80 a 84 | 0     |
| 4     | 75 a 79 | 4     |
| 0     | 70 a 74 | 4     |
| 8     | 65 a 69 | 8     |
| 0     | 60 a 64 | 8     |
| 4     | 55 a 59 | 4     |
| 0     | 50 a 54 | 0     |
| 4     | 45 a 49 | 4     |
| 4     | 40 a 44 | 0     |
| 0     | 35 a 39 | 0     |
| 0     | 30 a 34 | 4     |
| 8     | 25 a 29 | 0     |
| 4     | 20 a 24 | 8     |
| 4     | 15 a 19 | 8     |
| 0     | 10 a 14 | 4     |
| 0     | 5 a 9   | 0     |
| 0     | 0 a 4   | 0     |

## Economia
El 2007 la població en edat de treballar era de 54 persones, 41 eren actives i 13 eren inactives. De les 41 persones actives 34 estaven ocupades (17 homes i 17 dones) i 7 estaven aturades (4 homes i 3 dones). De les 13 persones inactives 3 estaven jubilades, 2 estaven estudiant i 8 estaven classificades com a «altres inactius».

### Ingressos
El 2009 a Blèves hi havia 51 unitats fiscals que integraven 101 persones, la mediana anual d'ingressos fiscals per persona era de 11.734 €.

### Activitats econòmiques
L'únic establiment que hi havia el 2007 era d'una empresa d'hostatgeria i restauració.
L'únic servei als particulars que hi havia el 2009 era un restaurant.

## Poblacions més properes
El següent diagrama mostra les poblacions més properes.